# عماد أبو شتية
عماد أبو شتية (1965-) مهندس وفنان تشكيلي فلسطيني، ولد في مخيم للاجئين الفلسطينيين في الأردن لعائلة هُجِّرت من قرية القباب قضاء الرملة بسبب نكبة 1948. وهوعضو في نقابة الفنانين التشكيليين الأردنيين. وتوجد مقتنياته في جامعة شفيلد ببريطانيا، والجامعة الأردنية ومؤسسة رمزي وسائدة دلول.

## حياته العلمية والعملية
درس الابتدائية في مدارس وكالة الغوث لتشغيل اللاجئين الفلسطينيين عام 1973، أنهى الثانوية العامة عام 1983، والتحق بمعهد الفنون الجميلة التابع لوزارة الثقافة عام (1983-1985)، ثم حصل على درجة الدبلوم في أنظمة الحاسوب من الكلية العربية في عمّان عام 1985. وحصل على شهادة هندسة طيران من كلية الأمير فيصل في السلاح الجوي الملكي عام 1987. أسس شركة في مجال الدعاية والإعلان بين (1990-2015). وعمل محاضراً غير متفرغ بالجامعة الأردنية في مرسم عمادة شؤون الطلبة ببين (1994-2002). وعمل مهندساً في صيانة الطائرات الجوية العسكرية حتى 2004. وحصل على الدكتوراة الفخرية عن الفن الإنساني من مركز الأبحاث البرازيلي عام 2018.

## أسلوبه الفني
رغم أن بدايات أبو شتية كانت في الأعمال الزيتية والمائية والباستيل، إلا أنه يفضل الرسم الرقمي. يحاكي التراث الفلسطيني في معظم لوحاته من الثوب والعلم والنقوش في الثوب الفلسطيني، وصولاً إلى البرتقال والحصان والقدس وسنابل القمح ومفتاح العودة. ويعد حضور المرأة الكبيرهو أكثر ما يشد في لوحتاه، فهي بكل المشاهد ترتدي ثوباً فلسطينياً، كأنما هو تلميح بأن هذه المرأة بكل ملاحمها هي فلسطينية.

## معارض فردية وجوائز
شارك في 1983 بمعرض بدون عنوان في نادي مخيم البقعة، عمّان. وفي 1984 بمعرض بدون عنوان في الكلية العربية، عمّان.
حاصل على الجائزة الفنية في الرسم على مستوى محافظة البلقاء عام 1982.